# الدفن في الجرار
الدفن في الجرار هي عادة دفن بشرية حيث توضع الجثة في جرة خزفية كبيرة ثم تُدفن. تُعد جرار الدفن نمطًا متكررًا في موقع ما أو ضمن حضارة أثرية. عندما يُعثر على عملية دفن غريبة كدفن جثة أو بقايا جثث محترقة، فإن هذا لا يعتبر "دفن بالجرار".
يمكن إرجاع هذه العادة إلى مناطق مختلفة في جميع أنحاء العالم. وقد مورست في وقت مبكر من 4500 ق.م.